# Искильда
Искильда — река в России, протекает в Бардымском районе Пермского края. Устье реки находится в 92 км по правому берегу реки Тулва. Длина реки составляет 20 км, площадь водосборного бассейна 148 км².
Река начинается слиянием двух небольших рек Большая Искильда и Малая Искильда в черте деревни Нижняя Искильда. Река течёт на юго-запад, протекает деревню Зязелга, ниже неё поворачивает на юг. Притоки — Малая Ашатла, Большая Ашатла, Ашатла, Семселячка, Берёзовый Ключ (левые); Балагась, Зязелга, Печинная (правые). Впадает в Тулву в 3 км северо-восточнее села Константиновка.

## Данные водного реестра
По данным государственного водного реестра России относится к Камскому бассейновому округу, водохозяйственный участок реки — Кама от Камского гидроузла до Воткинского гидроузла, речной подбассейн реки — бассейны притоков Камы до впадения Белой. Речной бассейн реки — Кама.
По данным геоинформационной системы водохозяйственного районирования территории РФ, подготовленной Федеральным агентством водных ресурсов:
- Код водного объекта в государственном водном реестре — 10010101012111100014660
- Код по гидрологической изученности (ГИ) — 111101466
- Код бассейна — 10.01.01.010
- Номер тома по ГИ — 11
- Выпуск по ГИ — 1